# Małgorzata Barańska
Małgorzata Anna Barańska – polska chemik, profesor nauk chemicznych.

## Życiorys
W 1992 ukończyła studia chemiczne na Uniwersytecie Jagiellońskim, w 1999 obroniła pracę doktorską pt. Badania struktur molekularnych cymetydyny i famotydyny i ich kompleksów z wybranymi jonami metali metodami spektroskopowymi, której promotorem był prof. Leonard Proniewicz, w 2007 habilitowała się. W 2013 uzyskała tytuł profesora nauk chemicznych.
Jest pracownikiem naukowym w Zakładzie Fizyki Chemicznej na Wydziale Chemii Uniwersytetu Jagiellońskiego.
Należy do Rady Dyscypliny Naukowej - Nauk Chemicznych UJ.